# Doropygus mohri
Doropygus mohri är en kräftdjursart som beskrevs av Rolf Dieter Illg 1958. Doropygus mohri ingår i släktet Doropygus och familjen Notodelphyidae. Inga underarter finns listade i Catalogue of Life.